# Dennis Alink
Dennis Alink (Oldenzaal, 30 juli 1989) is een Nederlands filmmaker en filmcriticus.
Alink begon in 2009 met zijn studie aan de Nederlandse Filmacademie in Amsterdam. In 2010 startte hij de webserie Midnight Movie Review, waarin hij films besprak en mensen uit de filmwereld interviewde. Vanaf 2011 werd hij actief als programmeur van horror- en cultvertoningen.
Tussen 2013 en 2015 is hij als filmexpert te zien in het tv-programma Kanaal 12, sindsdien is hij een vaak terugkerende gast in radio- en tv-programma's om over films te praten. In 2014 ging zijn eerste lange film Sluizer Speaks in première op het IDFA in Amsterdam. De film volgt de laatste jaren van het leven van de cineast George Sluizer terwijl hij probeert om zijn onafgemaakte film Dark Blood af te maken.
Sinds 2014 werkt Alink aan een documentaire over de Nederlandse rock 'n' rol zanger Herman Brood. De film heet Unknown Brood en ging in 2016 in première tijdens het IDFA in Koninklijk Theater Carré in Amsterdam.
Op 18 november 2017 wordt bekend dat Unknown Brood genomineerd is in Amerika en kans maakt op twee LA Film Awards.
Begin 2018 ging zijn absurdistische documentaire Goin’ Rectal over de glam-metalband Rectum Raiders met Henry van Loon als verteller in première op het In-Edit Festival. De film werd later dat jaar door de VPRO uitgezonden.
Dennis is sinds 2018 de vaste filmexpert in het televisieprogramma RTL 5 Uur Live.
Vanaf 27 juni 2019 draait zijn documentaire Freek, waarvoor Alink drieënhalf jaar met cabaretier Freek de Jonge werkte, in de Nederlandse bioscoop. Het is het derde deel in zijn thematische trilogie over de kunstenaar en de dood, waarbij Sluizer Speaks en Unknown Brood de eerste twee delen vormen.
Als schrijver werkte Alink samen met filmmaker Paul Ruven aan het boek De Nieuwe Documentairemakers, dat op 27 mei 2020 werd gepubliceerd.
In Première, de online serie van dagblad AD, deelt Alink als filmkenner sinds 29 mei 2020 wekelijks de beste film- en serietips voor de bioscoop, televisie en video on demand.
Na vier internationaal succesvolle documentaires, maakt Dennis zijn fictiedebuut met OUT dat op 25 juni 2024 in wereldpremière gaat op Frameline in San Francisco, het grootste en meest prestigieuze lhbtiq+-festival ter wereld. De film draait vanaf 10 oktober 2024 in de Nederlandse bioscopen.

## Prijzen en nominaties
- 2019 nominatie Best Feature Documentary voor Goin’ Rectal op het Grand Budapest Film Festival.[11]
- 2017 nominatie voor Unknown Brood voor een LA Film Award in de categorieën beste regie en beste camerawerk.[12]
- 2016 nominatie IDFA Award voor Unknown Brood in de categorieën Best Music Documentary en Best Dutch Documentary.[13]

## Filmografie

### Film
- 2024: OUT
- 2019: Freek
- 2018: Goin' Rectal
- 2016: Unknown Brood
- 2014: Sluizer Speaks

### Televisie
- 2020: Fox Sports DOC: Hendrie
- 2020: Fox Sports DOC: Uit Niets Kampioen